# Salle (Belgique)
Pour les articles homonymes, voir Salle.
Salle est un hameau belge de la commune de Bertogne, en province de Luxembourg (Région wallonne).
Avant la fusion des communes, il faisait administrativement partie de la commune de Flamierge.

## Situation et description
Ce hameau ardennais est traversé d'est en ouest par la route nationale 826 Houffalize-Libramont entre le hameau de Givroulle et la Barrière Hinck (commune de Sainte-Ode) où passe la route nationale 4. Salle jouxte le hameau de Troismont situé plus au sud.
Salle se trouve dans un vallon constitué de prairies et de bosquets. Il est dominé au nord par un important massif boisé. L'altitude du hameau oscille entre 410 m et 435 m.

## Activités
Salle possède des gîtes ruraux.